# Transjordania
Transjordania (en árabe: شرق الأردن‎), también conocida como la Orilla Este (en árabe: شرق الأردن‎, romanizado: Sharq al ʾUrdun, lit. 'Este del Jordán'), es el nombre que recibe la región proximooriental del Levante mediterráneo situada al este del río Jordán, ubicada en su mayor parte dentro del territorio de la Jordania actual.
La región fue controlada por numerosas potencias a lo largo de la historia. Durante el período moderno temprano, Transjordania fue incluida bajo la jurisdicción de las provincias sirias otomanas. Después de la revuelta árabe de 1916 a 1918 contra el dominio otomano, Transjordania se convirtió en un protectorado británico. Durante la Primera Guerra Mundial, fue ocupada por Reino Unido, quienes la habían incluido temporalmente en la ATEO. Inicialmente, el área estaba directamente gobernada por los británicos, que decidieron dividir la región en tres distritos administrativos: Ajlun, Balqa' y Karak, con solo Ma'an y Tabuk bajo el gobierno directo de los hachemí; sin embargo, en breve el gobernante hachemí Abd Allah ibn Husayn recibió el control nominal sobre todos los distritos.
En 1921 se estableció un gobierno central con el nombre de Emirato de Transjordania, que recibió plena autonomía en 1929. De 1923 hasta 1946 lo gobernó Abd Allah ibn Husayn, y representantes ingleses incluyeron Thomas Edward Lawrence (1921) y St John Philby (1921-1924). En 1946, el emirato logró su independencia de los británicos, que en 1950 tras la guerra árabe-israelí se disolvió y en 1952 cambió su nombre por el de «Reino Hachemita de Jordania». 

## Nombre
El prefijo «trans-» proviene del latín y significa «a través» o más allá, y por lo tanto «Transjordania» se refiere la tierra oriental de más allá del río Jordán. El término equivalente para el lado occidental es Cisjordania, que significa «en este lado del [río] Jordán».
El hebreo de la Tanakh בְּעֵבֶר הַיַּרְדֵּן מִזְרַח הַשָּׁמֶשׁ, romanizado: be·êv·er hay·yar·dên miz·raḥ hash·shê·mesh (lit. «más allá del Jordán hacia el amanecer»), se traduce en la Septuaginta al griego antiguo πέραν τοῦ Ιορδάνου, romanizado: péran toú Iordánou (lit. «más allá del Jordán»), que luego se tradujo al latín trans Iordanen (lit. «más allá del Jordán») en la Biblia Vulgata. Sin embargo, algunos autores dan el hebreo עבר הירדן, romanizado: Ever HaYarden (lit. «más allá del Jordán»), como base para Transjordania, que también es el uso hebreo moderno. Para el término «este», como en «hacia el amanecer», se usa en árabe شرق الأردن, romanizado: Sharq al ʾUrdun (lit. «este del Jordán»).